# Oswald Pirow

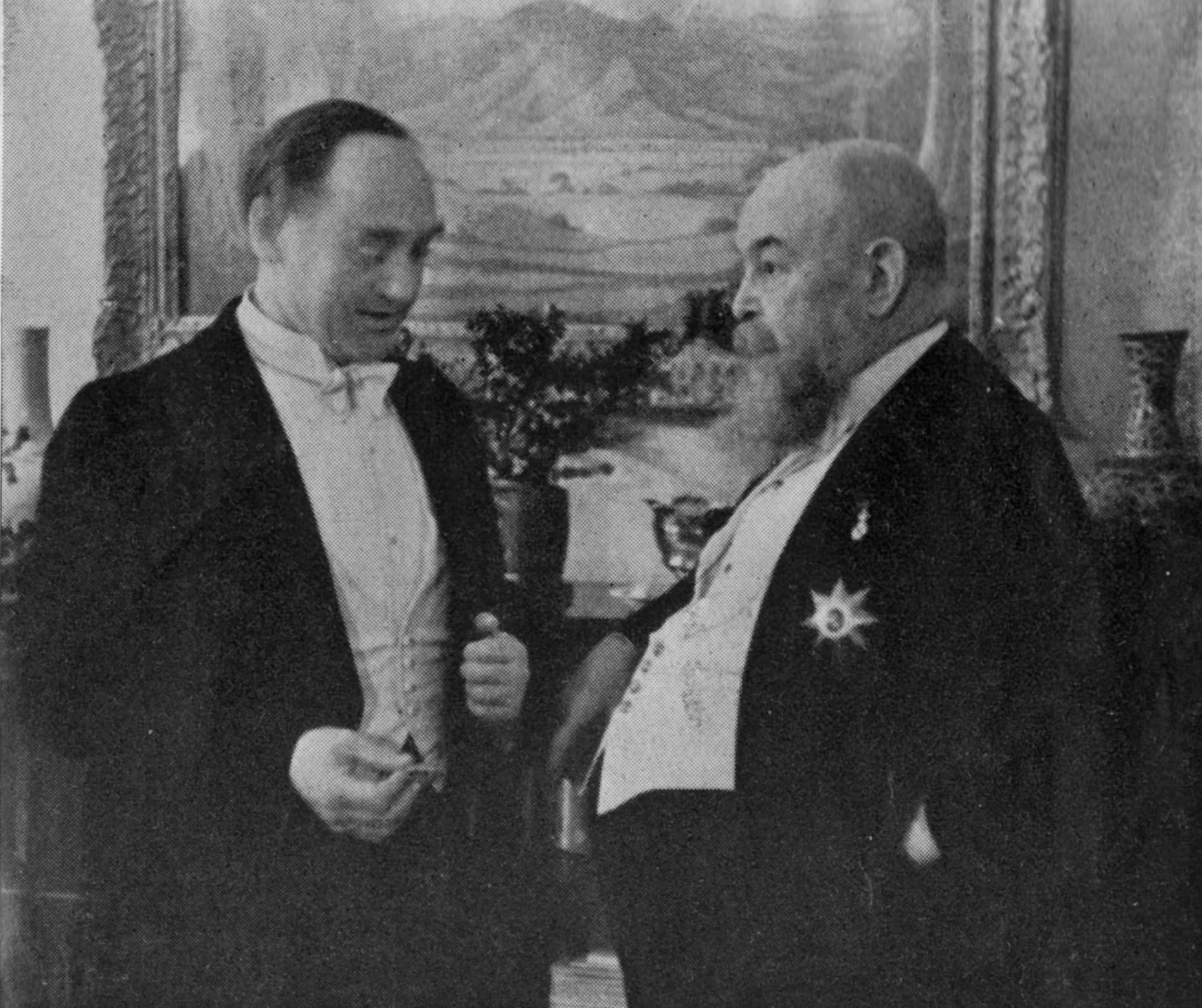
Oswald Pirow (links) und der ehemalige Generalkonsul des Oranje-Freistaats Hendrik Muller in Den Haag, 1938

Oswald Pirow (* 14. August 1890 in Aberdeen, Kapkolonie; † 11. Oktober 1959 in Pretoria) war ein südafrikanischer Rechtsanwalt und rechtsextremer Politiker. Pirow bezeichnete sich selbst als Nationalsozialisten, vertrat einen radikalen Antikommunismus, Rassismus und Antisemitismus und sprach sich für die Errichtung eines autoritären Führerstaats aus. Er war von 1929 bis 1933 Justizminister, von 1933 bis 1939 Verteidigungsminister und von 1933 bis 1938 auch Verkehrsminister Südafrikas. 1940 gründete er die nationalsozialistisch orientierte politische Fraktion Nuwe Orde (‚Neue Ordnung‘). Nach dem Ende des Zweiten Weltkriegs suchte er Kontakt zu rechtsextremistischen Gruppierungen. Von 1958 bis zu seinem Tod fungierte er als Ankläger im Treason Trial, in welchem unter anderem Nelson Mandela des Hochverrats angeklagt wurde.

## Leben

### Werdegang
Pirow war der Enkel eines deutschen Missionars. Sein Bruder Hans Pirow machte Karriere als Staatsbergbau-Ingenieur und seine Schwester Sylva Moerdyk wurde eine einflussreiche Politikerin. Oswald Pirow wuchs in der Provinz Transvaal auf, besuchte das Realgymnasium in Itzehoe und studierte in Kiel und London Rechtswissenschaften. Er wurde 1913 als Anwalt zugelassen und praktizierte in Pretoria. Hier wurde er Partner des Politikers Tielman Roos und trat dessen Nasionale Party bei. Gemeinsam arbeiteten sie an der Beendigung des Bergarbeiterstreiks am Witwatersrand 1922.

### Politische Karriere
1924 wurde Pirow erstmals ins südafrikanische Parlament gewählt. Nach dem Gewinn der Parlamentswahlen durch die Nasionale Party unter James Barry Munnick Hertzog 1929 wurde Pirow als Nachfolger von Roos zum Justizminister ernannt. Roos hatte sich aus gesundheitlichen Gründen zur Behandlung nach Europa begeben, und Pirow übernahm auch dessen Parteiklientel im Transvaal.

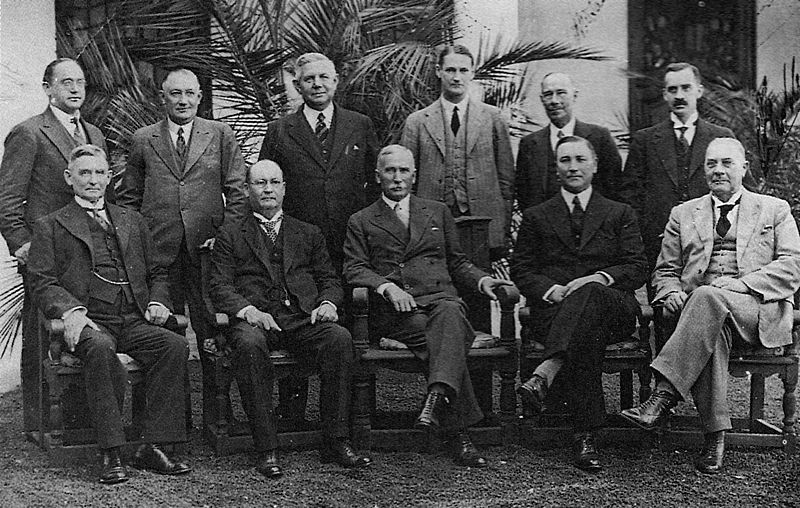
Das Kabinett Hertzog 1929:
Vordere Reihe vlnr:
Frederic Creswell, D.F. Malan, J.B.M. Hertzog, Nicolaas Havenga und P.G.W. Grobler
Hintere Reihe vlnr.:
Oswald Pirow, Jan Kemp, A. Fourie, Ernest George Jansen, H.W. Sampson und C.W. Malan

Pirows Politik wurde von seinem radikalen Rassismus und Antikommunismus bestimmt. Bereits während der Wahlen 1929 hatte er den „weißen Terror“ (white terror) organisiert. Als es im selben Jahr insbesondere in Durban zu verschiedenen Protestkampagnen kam, die sich etwa gegen die Kopfsteuern richteten, durch die Schwarze zur Arbeit für Weiße gezwungen werden sollten, oder gegen das Verbot des Bierbrauens – die Schwarzen sollten zum Besuch der städtischen Bierhallen gezwungen werden – reagierte Pirow mit Terror. Er flog in einer aufsehenerregenden Aktion von Pretoria nach Durban, wo er in den frühen Morgenstunden des 14. November persönlich einen Angriff der Polizei auf drei schwarze Wohnviertel leitete. Bei dieser Razzia, bei der es offiziell um die Eintreibung von Steuern ging, wurden knapp 700 unter anderem mit Maschinengewehren schwer bewaffnete Polizisten und Tränengas eingesetzt. 8.000 Schwarze wurden festgenommen und durchsucht. 500 angebliche Steuerhinterzieher wurden vor Sondergerichten angeklagt, die bei einem Schuldspruch zur Zahlung der Steuer oder einem Monat Gefängnis verurteilten. Wie Kritiker anmerkten, war dies das erste Mal, dass in Südafrika Tränengas gegen friedliche Zivilisten eingesetzt wurde, die keinen Widerstand leisteten.
1929 legte Pirow außerdem ein Gesetz vor, das drastische Maßnahmen gegen angebliche „Faulheit“ schwarzer Farmarbeiter vorsah. 1930 setzte er mit dem Verweis auf eine angebliche kommunistische Verschwörung das zweite Ergänzungsgesetz (Riotous Assemblies Amendment Act, Act No. 19 / 1930) zum Rioutous Assemblies Act aus dem Jahre 1912 durch, die ihn als Justizminister mit weitreichenden Vollmachten auf Kosten der Rechtsstaatlichkeit ausstatteten. Er nutzte diese Vollmachten zu einem rabiaten Vorgehen gegen schwarze Gewerkschafter und ehemalige Kommunisten.
1933 gehörte Pirow zu den treibenden Kräften der Koalitionsbildung zwischen der National Party unter Hertzog und der South African Party unter Jan Smuts, bzw. der 1934 erfolgenden Vereinigung der Parteien zur United Party. Er übernahm in dem neuen Kabinett 1933 das Verteidigungsministerium und war zugleich Verkehrsminister. 1934 legte Pirow einen Fünf-Jahres-Plan zum Ausbau der südafrikanischen Verteidigung vor. In seiner Funktion als Verkehrsminister betrieb er die Gründung der Fluglinie South African Airways (SAA). Im Sinne der eigenen Machtansprüche auf dem Kontinent vergrößerte er damit den südafrikanischen Einfluss und die wirtschaftliche Unabhängigkeit von Großbritannien. Bis 1939 verdrängte die SAA mit ihren modernen Junkers-Flugzeugen die konkurrierende Imperial Airways aus dem südlichen Afrika.
Pirow, der für eine strikte territoriale Trennung von Weißen und Schwarzen in Afrika eintrat, sah in den afrikanischen Hochländern des Südens und Ostens Siedlungsgebiete der Weißen und wollte sie unter südafrikanischen Einfluss bringen. Ein Zusammenrücken der Weißen sei auf Grund der Bedrohung durch kommunistische Agitation und asiatische Einflüsse notwendig. Pirows Idee eines „Greater South Africa“ (Groß-Südafrika) sah dabei südafrikanischen Einfluss bis nach Kenia und Uganda vor. Die „Rassenfrage“ wollte er durch die allgemeine Durchsetzung der Politik der Rassentrennung lösen. Er begründete dies mit der angeblichen kommunistischen Gefahr, vor der sich alle Weißen schützen müssten, und hielt auch einen kommunistisch inspirierten Angriff der Schwarzen für möglich. Dass Pirow während des Copperbelt-Streiks Mitte 1935 ein Fluggeschwader mit Tränengasbomben nach Nordrhodesien schickte, wurde als praktische Umsetzung diese Prinzipien gesehen. Legitimiert wurde der Einsatz damit, dass Südafrika ein Recht habe, überall dort einzugreifen, wo Leben und Autorität der Weißen auf dem Spiel stünden. Insgesamt ordnete Pirow die Entwicklung des südafrikanischen Zivilflugwesens militärischen Erfordernissen unter. Nach einer bislang nicht verifizierbaren These befürchtete er dabei eigentlich einen militärischen Angriff Japans auf Südafrika und beschwor die „schwarze Gefahr“ vor allem deshalb, um die südafrikanische Öffentlichkeit überhaupt für Rüstungsanstrengungen zu motivieren.
Wie auch Premierminister Hertzog signalisierte Pirow Sympathien für ein kolonialistisches Engagement des nationalsozialistischen Deutschlands, weil er Übereinstimmungen in der rassistischen „Eingeborenenpolitik“ sah. Pirow definierte die südafrikanische Rassenpolitik als eine, die zwar die Entwicklung der Schwarzen verfolge, aber vor allem „dem Neger ein für alle Mal die soziale und politische Gleichstellung mit dem Europäer“ versage. Deutschland sei ein „Hauptträger […] unserer westeuropäischen weißen Zivilisation“, die sich nur „durch geschlossenes Zusammenarbeiten Aller behaupten“ könne und „heute mehr denn je, wo die farbige Flutwelle immer höher“ brande, die „tatkräftige Unterstützung eines starken Deutschlands“ brauche. Eine Rückgabe des Mandatsgebiets Südwestafrika an Deutschland war dabei jedoch auf Grund eigener machtpolitischer Interessen Südafrikas ausgeschlossen. Deutschland sollte stattdessen Kolonien in Mittel- und Westafrika erhalten. Aus südafrikanischer Perspektive sollte Deutschland dadurch nicht nur die Schwarzen in Mittel- und Westafrika kontrollieren, sondern auch das befürchtete Vordringen Frankreichs und Italiens nach Süden aufhalten. Den südafrikanischen Herrschaftsanspruch markierte Pirow mit den Gebieten südlich des Äquators ausschließlich Französisch-Äquatorialafrikas.
Auch im Justizressort machte Pirow noch seinen Einfluss geltend, indem er 1936 federführend an der Formulierung der Rassengesetze beteiligt war, durch die Schwarze von der allgemeinen Wählerliste gestrichen wurden.

### „Appeasement“ in Europa

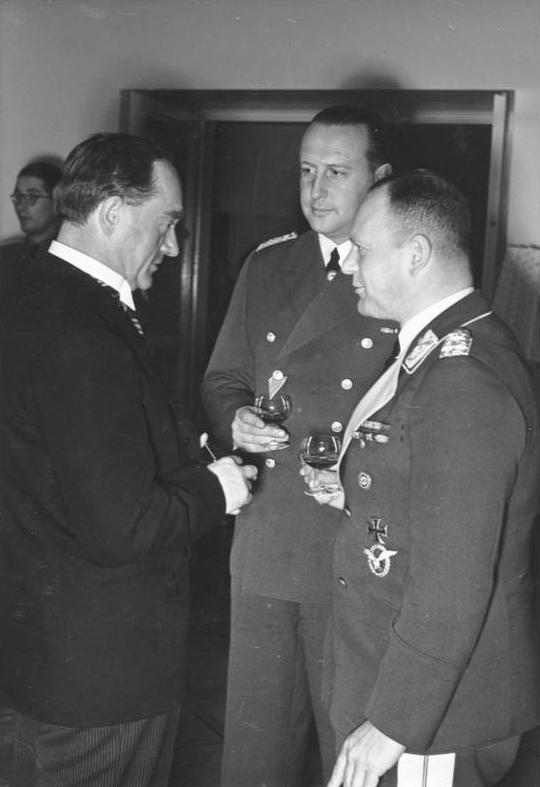
Empfang bei Außenminister Joachim von Ribbentrop am 19. November 1938. Pirow (l.) im Gespräch mit Erhard Milch (r.) und Walter Hewel.

Pirow hielt den Kommunismus für die größte Gefahr und den Faschismus für die einzige Abhilfe. Als erklärter Bewunderer Benito Mussolinis, António de Oliveira Salazars und Francisco Francos reiste er mehrfach nach Europa. Im August 1933 traf er auch erstmals mit Adolf Hitler zusammen, den er als „Mann von Weltformat“ bezeichnete. Vom Einfluss des Nationalsozialismus versprach er sich die Steigerung des Rassebewusstseins unter der weißen Bevölkerung Südafrikas.
Während es bei der Reise 1933 offiziell um Wirtschaftsbeziehungen zwischen Deutschland und Südafrika ging, legte Pirow besonderen Wert auf ein Treffen mit Paul von Lettow-Vorbeck, den er als Instrukteur für eine neu aufzubauende schwarze Armee gewinnen wollte. Pirow sah darin eine Präventivmaßnahme gegen Aufstände „militärisch ausgebildeter schwarzer Völker Afrikas gegen die weiße Rasse“. Zwar kam das Projekt letztendlich nicht zu Stande, aber Pirow machte auch in den folgenden Jahren auf sich aufmerksam, als er immer wieder die Kolonialfrage ansprach und die Hoffnung ausdrückte, dass Deutschland bald wieder Kolonialmacht in Afrika werde.
1936 versuchte Pirow bei einem Besuch in London vergeblich, sich nach der Rheinlandkrise als Vermittler zu Deutschland anzubieten.
1937 vermittelten Premierminister Hertzog und vor allem Pirow dem deutschen Gesandten Emil Wiehl den Eindruck, dass Großbritannien zwar an einem neuen Garantiepakt über die deutsche Westgrenze interessiert sei, aber dafür den Deutschen „freie Hand im Osten“ gewähren würde. Pirow informierte den deutschen Gesandten auch darüber, dass die militärische Aufrüstung Südafrikas „in gutem Gange“ sei, so dass sich in absehbarer Zeit der Machtschwerpunkt in Afrika südlich der Sahara von Kontinentaleuropa nach Pretoria verlagern werde. Mitte September 1937 äußerte sich Pirow gegenüber Konsul Bruno Stiller, er halte die „Befriedigung deutscher Kolonialansprüche“ in nächster Zeit für notwendig, wobei er eine Rückgabe Südwestafrikas und Tanganyikas zwar ausschloss, aber ein Festsetzen Deutschlands an der Westküste Afrikas wünschte und territoriale Kompensation etwa in Gestalt Liberias in Aussicht stellte.
Besonderes Aufsehen erregte eine Deutschland-Reise Pirows im November 1938, bei der er zunächst Lieferverträge für Flugzeuge und Lokomotiven abschloss. Die Reise wurde aber auch von Gerüchten begleitet, Pirow wolle die Kolonialfrage erörtern und der Appeasement-Politik neuen Auftrieb geben. Die Haltung der britischen Regierung war dabei ausgesprochen skeptisch, nicht zuletzt weil andere Kolonialmächte wie Portugal, Belgien und Frankreich solche Erörterungen für unangebracht hielten. Während Pirow deutsche Kolonialgebiete im nun französisch verwalteten Togo und Kamerun anregte, zeigte er andererseits keine Bereitschaft, dass Südafrika seinerseits Gebiete zurückgeben würde. Die britische Regierung nahm Pirows Reise somit in erster Linie als eine Möglichkeit, die südafrikanische Politik besser einschätzen zu lernen.

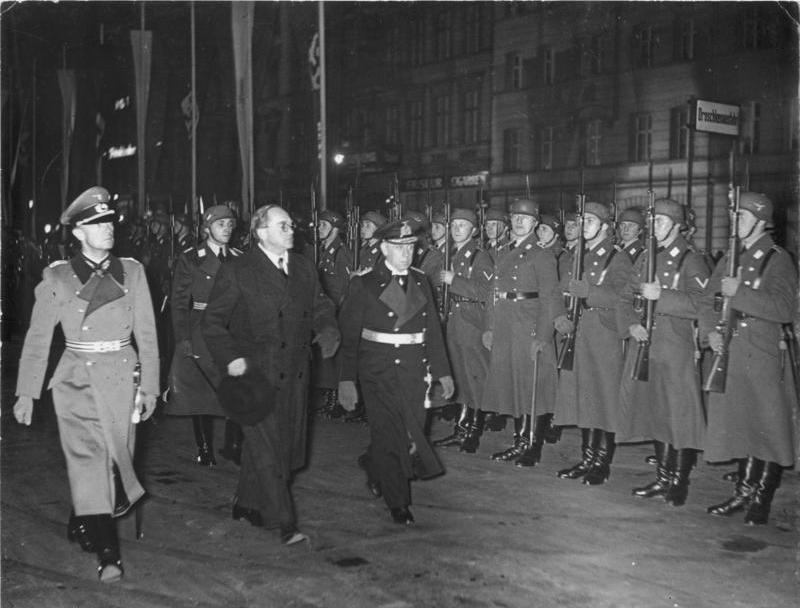
Verabschiedung Pirows am Anhalter Bahnhof am 27. November 1938, begleitet von Wilhelm Canaris (r.) und Ernst Seifert (l.)

Pirow zumindest berichtete nach dem Krieg selbst, Jan Smuts habe ihn nach Deutschland geschickt, um zwischen Deutschland und Großbritannien in der „Judenfrage“ zu vermitteln. Seine ausführliche Darstellung in der rechtsradikalen Zeitschrift Nation Europa diente allerdings nicht zuletzt dazu, sich selbst zum Friedensstifter zu stilisieren. Pirow behauptete, er habe vom britischen Premierminister Neville Chamberlain entsprechende Zusagen erhalten, Hitler für eine Mäßigung bei der Behandlung der Juden „freie Hand“ im Osten anzubieten. An anderer Stelle führte er aus, er habe Chamberlain einen Plan britischer Juden vorgeschlagen, den Juden ein „national home“ in Madagaskar, Tanganyika oder Britisch-Guayana einzurichten, für das Hitler den deutschen Juden eine halbe Milliarde Pfund oder ihren halben Besitz überlassen sollte, und die britischen Juden eine weitere halbe Milliarde beisteuern sollten. Chamberlain habe sofort akzeptiert, aber alle Pläne seien nach den Novemberpogromen obsolet geworden. An Pirows Darstellung und insbesondere seiner Beurteilung der Chancen auf eine Einigung sind Zweifel angebracht. In den Akten findet diese Darstellung keine Bestätigung. Auf der einen Seite findet sich in der von Walter Hewel besorgten Aufzeichnung von Pirows Gespräch mit Hitler kein Hinweis auf das angebliche Angebot einer „freien Hand in Osten“. Auf der anderen Seite lassen britische Dokumente auch keinen Zweifel, dass die britische Regierung niemals erwog, Hitler „freie Hand“ zu gewähren.
Pirows Initiative stand im Zusammenhang mit seinerzeit öffentlich diskutierten Überlegungen, europäische Juden in Madagaskar anzusiedeln, die von deutscher Seite 1940 im sogenannten Madagaskarplan wieder aufgegriffen wurden. Pirow scheint zumindest der britischen Seite Madagaskar als „Flüchtlingsstaat“ vorgeschlagen zu haben. Außenminister Joachim von Ribbentrop blockte Pirows Vorschläge jedoch bei einem Treffen am 18. November 1938 ab, wobei hier von Madagaskar als potentiellem Flüchtlingsstaat keine Rede war. Kolonialpolitische Fragen wollte Ribbentrop erst „in einigen Jahren (5-6)“ besprechen. Bei einem Treffen mit Hitler am 24. November argumentierte Pirow, das Angebot, Juden in den ehemaligen deutschen Kolonien anzusiedeln, würde eine neue Situation in der internationalen Diskussion der Kolonialfrage schaffen. Doch Hitler, der die „Judenfrage“ nicht durch überseeische Aussiedlung lösen wollte, lehnte diese Pläne ab und untersagte dem Oberkommando der Wehrmacht entsprechende Planungen. Pirow seinerseits hatte klargemacht, dass Deutschland zwar als Partner bei der Beherrschung der Schwarzen in Afrika willkommen sei, aber nicht gegen südafrikanische Interessen auf dem afrikanischen Kontinent.

### „Neue Ordnung“
Pirow galt während der 1930er Jahre als einer der einflussreichsten Politiker Südafrikas, wichtiger Berater von Premierminister Hertzog und gar als dessen „Kronprinz“, hatte gegen Ende der 1930er Jahre aber schon erheblich an Einfluss verloren. Hertzogs Regierung war am Ende, als das Parlament am 4. September 1939 Hertzogs Neutralitätskurs ablehnte, Jan Smuts die Regierung übernahm und Deutschland den Krieg erklärte. Extremistische Afrikaaner erwarteten einen Staatsstreich Pirows, der davor aber zurückschreckte. Er vermutete hinter der Entscheidung vom 4. September eine Verschwörung.
1940 veröffentlichte Pirow das Pamphlet Nuwe Orde vir Suid-Afrika (deutsch Neue Ordnung für Südafrika), in welchem er seine politischen Vorstellungen ausbreitete. Er war überzeugt, dass Deutschland den Krieg gewinnen werde, und wollte entsprechende Vorbereitungen treffen. Die Lösung für Südafrika liege nicht in der Demokratie, sondern in einem autoritären, korporativen Führerstaat. Nach Ende des Zweiten Weltkriegs betonte er, sich am portugiesischen „Estado Novo“ Salazars orientiert zu haben, tatsächlich dürfte sein Vorbild aber der deutsche Nationalsozialismus gewesen sein.
Innerhalb der von Hertzog mit Daniel François Malan 1940 gegründeten „Wiedervereinigten Nationalen Partei“ (Herenigde Nasionale Party, HNP) bildete Pirow am 25. September 1940 eine eigene Fraktion mit dem Namen Nuwe Orde (‚Neue Ordnung‘). Bei der Nuwe Orde handelte es sich allerdings weniger um eine politische Bewegung als um einen Studienkreis, dessen Ziel es war, eine politische Programmatik auszuarbeiten. Innerhalb der Wiedervereinigten Nationalen Partei blieb diese offen nationalsozialistische Fraktion eine Splittergruppe, zumal Pirow keine ethnischen Unterschiede zwischen burischen und englischen Weißen machte. Einflussreiche Vertreter eines Afrikaanernationalismus wie Hendrik Frensch Verwoerd betonten aber die Eigenständigkeit der burischen Nation. Malan reagierte, indem er behauptete, 80 bis 85 Prozent der Pirowschen Forderungen seien bereits im Parteiprogramm der Wiedervereinigten Nationalen Partei enthalten, die politische Tradition der Afrikaaner sei jedoch demokratisch.
Parteiführer Malan zwang die Bewegung im August 1941, ihre Propaganda einzustellen. Daraufhin gründeten Pirow und 17 seiner Unterstützer im Parlament Nuwe Orde am 16. August neu. 1942 brach die Gruppe endgültig mit der Wiedervereinigten Nationalen Partei. Pirow trat 1943 nicht mehr zur Parlamentswahl an und nahm seine Anwaltspraxis wieder auf. Annäherungsversuche Pirows an Malan scheiterten. Im Oktober 1945 begann er das Wochenblatt Die Nuwe Orde zu publizieren. Am 19. September 1947 führte ein Artikel in dieser Zeitung dazu, dass Pirow wegen Aufstachelung zur Gewalt zu einer Geldstrafe in Höhe von 40 Pfund verurteilt wurde. Danach verlor seine Nuwe Orde endgültig ihre politische Relevanz.

### Kontakte mit Rechtsextremisten
Pirow schrieb nun Abenteuer- und Kinderbücher, versuchte aber auch weiterhin, mit seinen politischen Publikationen die Apartheid zu beeinflussen. Zugleich begann er, sich neue Bundesgenossen in rechtsextremistischen Kreisen zu suchen. 1948 traf er sich mit dem britischen Faschistenführer Oswald Mosley und entwickelte mit ihm Vorstellungen, Afrika in rein weiße und rein schwarze Regionen aufzuteilen. Im Dezember 1947 hatten sie bereits Pläne geschmiedet, eine Gruppe mit dem Namen „Feinde der Sowjetunion“ zu gründen. Pirow schrieb Artikel für Mosleys Zeitschriften Union und The European, von denen einige auch in der deutschen Zeitschrift Nation Europa veröffentlicht wurden. Um 1953 hingegen wandte sich Pirow dem britischen Rechtsextremisten A. F. X. Baron und dessen Nachrichtendienst Nationalist Information Bureau (NATINFORM) zu. Während des Treason Trials fungierte Pirow bis zu seinem plötzlichen Tod zeitweise als Chefankläger.
Eine Straße, die in Kapstadt nach Oswald Pirow benannt worden war, wurde 2011 nach Christiaan Barnard umbenannt.

## Schriften
- Die Union von Südafrika. Deutsche Verlags-Anstalt, Stuttgart 1936.
- Nuwe orde vir Suid-Afrika …. Christelike Republikeinse Suid-Afrikaanse Nasionaal-Sosialistiese Studiekring, Pretoria 1940.
- mit Charl Wynand Markelbach Du Toit: Nuwe orde vir Suid-Afrika. Uiteengesit in 'n samespraak tussen ǹ karo-boer en sy predikant. Nuwe Orde-Studiekring, Pretoria 1941.
- The Pirow plan. Hayne and Gibson, Johannesburg 194-?
- Die witman se weg na selfbehoud. Nuwe Staat-Uitgewers- en Publisiteitsmaatskappy, Pretoria 1945?
- Piet Potlood. Afrikaanse Pers, Johannesburg 1948.
- Mlungo Mungoma (Die blanke waarsêer). L. & S. Boek- en kunssentrum, Johannesburg 1949.
- Shangani. L. & S. boek- en kunssentrum, Johannesburg 1950.
- Sikororo. Afrikaanse Pers-Boekhandel, Johannesburg 1952.
- Piet Potlood. Afrikaanse Pers, Johannesburg 1953.
- Schangani. Eine wahre Geschichte aus der Zeit der Zulukriege in Südafrika. Berechtigte Übersetzung aus dem Englischen von Erica L. Rothe. Mit einem Vorwort von Heinz Nordhoff, 31 Federzeichnungen von Hilda und Anna Stevenson-Hamilton und einer Übersichtskarte. A. Müller, Rüschlikon-Zürich 1956.
- James Barry Munnik Hertzog. Howard Timmins, Cape Town 1958?
- Schanganis abenteuerliche Flucht. Eine wahre Geschichte aus der Zeit der Zulu-Kriege in Südafrika. Sauerländer / Weiss / Verlag für Jugend und Volk, Aarau/Berlin/München/Wien 1964.